# Пачакамак (місто)

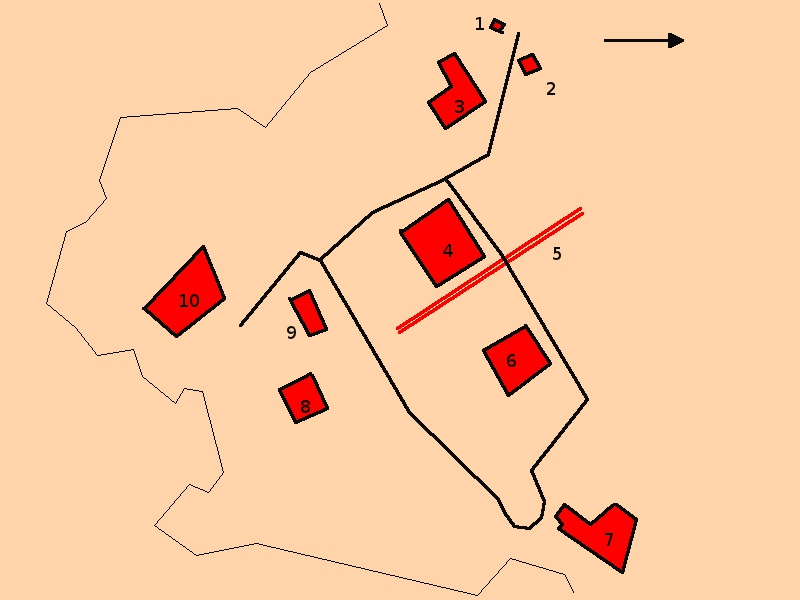
Пачакамак

Пачакамак — місто з храмом тієї ж назви на узбережжі Тихого океану. Перші поселення існували з 200 року н. е. З 600 до 800 року входило до складу імперії Уарі. Безпосередньо місто засновано близько 800 року. Спочатку називалося Ічма. Було столицею невеликої держави Ічма. З часом перейменовано на Пачакамак. Тут розташовувався загальноандський культовий центр, де шанувалося божество Пача Камак. На тепер залишилися лише руїни.

## Історія
Пачамак розташовувався на відстані 40 км від сучасної Ліми у долині річки Лурін. Спочатку відносився до культури Ліма. Згодом набув потужного розвитку в часи Уарі. В цей час сформувався своєрідний стиль Пачакамака в кераміці та ткацтві.
Він був містом, де розташовувався оракул. Пророцтва тлумачили жерці храму, який був присвячений богу Пача Камак. Бог Пачакамак був прибережним аналогом бога Віракочі. Пачакамак обіймав у державі Уарі виняткове становище. Місто і його околиці являли собою на кшталт міжнародної зони. Тому сюди без жодних побоювань могли приходити прочани з районів, які не перебували під владою міста Уарі. В місто Пачакамак стікалися тисячі прочан, зокрема з найвіддаленіших місць. Вони молили оракула про пророцтво і несли цінні дари — золото і срібло. Наплив прочан і слава священного міста поступово перетворили Пачакамак в один з найбільших міст, який за розмірами своєї території міг змагатися з самим Уарі.
Після падіння Уарі місто Пачакамак зберіг свій статус. Навіть став столицею невеличкої держави Ічма з 800 до 1450 року. У 1450 році майже без спротиву підкорився імперії інків на чолі із Пачакутеком. Бог Пача Камак поповнив пантеон інків.
Місто Пачакамак бурхливо розвивалася за підтримки місцевого населення, а також знаті імперії. Значно підтримували місто та храм Сапа Інки (імператори інків). Прибережні області навіть за часів правління інків платили данину не головному місту імперії — Куско, а священному оракулу в Пачакамаку.
Водночас жерці храму не завжди виносили точні провіщення: під час війни Атауальпи з Уаскаром віддавали перемогу останньому (переміг Атауальпа), згодом оголошували перемогу Атауальпі в сутичках з іспанцями.
У 1533 році місто і храм було захоплено іспанцями. Жерці вчасно дізналися про похід на священне місто, тому встигли ще до приходу конкістадорів закопати основну частину коштовностей у 25 тонн в пісок прибережній пустелі. Втім, іспанцям вдалося захопити понад 650 кг золотих речей 16 тис. унцій срібних речей. Саме місто тоді ж припинило своє існування.

## Структура міста
У центрі Пачакамак розташовувався священний квартал з храмом, де перебувала велика дерев'яна статуя бога, що володів даром провидіння, а також ідоли риб, собак і лисиць.
Після входження міста до складу імперії інків Тауантінсую у місті було зведено храм Сонця. Однак, попри це, головну роль в місті продовжував відігравати храм бога Пача Камака.
Найбільшу роль в розкритті та дослідженні будівель міста відіграв німецький археолог Макс Уле, який здійснював тут значні дослідження наприкінці XIX ст.